# Lista de canções da Copa do Mundo FIFA

## Temas e Hinos Oficiais
| Copa | País-sede           | Hino / Canção                                         | Língua                           | Intérprete (Artista/Banda)                                 | Compositor(es) / Produtor(es) |
| ---- | ------------------- | ----------------------------------------------------- | -------------------------------- | ---------------------------------------------------------- | --- |
| 1962 | Chile               | "El Rock del Mundial"                                 | Espanhol                         | Los Ramblers                                               | Jorge Rojas Astorga |
| 1966 | Inglaterra          | "World Cup Willie (Where in this World are We Going)" | Inglês                           | Lonnie Donegan                                             | -- |
| 1970 | México              | "Futbol México 70"                                    | Espanhol                         | Los Hermanos Zavala                                        | Roberto do Nascimento |
| 1974 | Alemanha            | "Futbol"                                              | Polonês                          | Maryla Rodowicz                                            | --- |
| 1978 | Argentina           | "Anthem"                                              | espanhol                         | Buenos Aires Municipal Symphony                            | Ennio Morricone |
| 1982 | Espanha             | "Mundial '82"                                         | Espanhol                         | Plácido Domingo                                            | --- |
| 1986 | México              | "Hot Hot Hot"                                         | Inglês                           | Arrow                                                      | --- |
| 1990 | Itália              | "Un'estate italiana"                                  | Inglês, Italiano                 | Edoardo Bennato and Gianna Nannini                         | Edoardo Bennato Giorgio Moroder Gianna Nannini Tom Whitlock |
| 1994 | Estados Unidos      | "Gloryland"                                           | Inglês                           | Daryl Hall and Sounds of Blackness                         | Charlie Skarbek Rick Blaskey |
| 1998 | França              | "La Cour des Grands (Do You Mind If I Play)"          | Inglês, Francês                  | Youssou N'Dour & Axelle Red                                | --- |
| 1998 | França              | "La Copa de la Vida (The Cup of Life)"                | Inglês, Espanhol                 | Ricky Martin                                               | Desmond Child, Robi Rosa |
| 1998 | França              | "Together Now"                                        | Inglês, Espanhol                 | Jean Michel Jarre e Tetsuya Komuro                         | Jean Michel Jarre (musico) Tetsuya Komuro (musico) Olivia Lufkin (letras e vocal) |
| 2002 | Coreia do Sul/Japão | Anthem"                                               | Inglês                           | Vangelis                                                   | Vangelis Takkyu Ishino |
| 2002 | Coreia do Sul/Japão | "Boom"                                                | Inglês                           | Anastacia                                                  | Anastacia e Glen Ballard |
| 2002 | Coreia do Sul/Japão | "Let's Get Together Now"                              | Japonês, Coreano                 | Coral da Coreia e do Japão                                 | --- |
| 2006 | Alemanha            | "Zeit Dass Sich Was Dreht (Celebrate The Day)"        | Bambara, Inglês, Francês, Alemão | Herbert Grönemeyer e Amadou & Mariam                       | --- |
| 2006 | Alemanha            | "The Time of Our Lives"                               | Inglês, Espanhol                 | Il Divo e Toni Braxton                                     | Jörgen Elofsson, Steve Mac |
| 2010 | África do Sul       | "Sign of a Victory"                                   | Inglês                           | R. Kelly e Soweto                                          | R. Kelly |
| 2010 | África do Sul       | "Waka Waka"                                           | Inglês, Espanhol, Fang           | Shakira e Freshlyground                                    | Shakira, Freshlyground, John Hill and Golden Sounds |
| 2010 | África do Sul       | "As Máscaras (South Africa '10 to Brasil' 14)"        | Português, Inglês                | Claudia Leitte e Lira                                      | Claudia Leitte, Lira, Robson Nonato, Tenison Del Rey, Gerson Guimarães e Paulo Vascon |
| 2014 | Brasil              | "We Are One"                                          | Inglês, Espanhol, Português      | Pitbull feat. Jennifer Lopez & Claudia Leitte              | Jennifer Lopez, Claudia Leitte, Pitbull, Thomas Troelsen, Danny Mercer, Sia Furler, Lukasz Gottwald, Henry Walter, Nadir Khayat                                                                 |
| 2014 | Brasil              | "Dar um Jeito (We Will Find a Way)"                   | Inglês, Espanhol, Português      | Carlos Santana feat. Wyclef Jean, Avicii e Alexandre Pires | Alexandre Pires, Arash Pournouri, Rami Yacoub, Carl Falk, Tim Bergling, Arnon Woolfson, Diogo Vianna, Wyclef Jean                                                                               |
| 2014 | Brasil              | "Tatu Bom de Bola"                                    | Português                        | Arlindo Cruz                                               | Arlindo Cruz |
| 2014 | Brasil              | "La, La, La"                                          | Português, Espanhol, Inglês      | Shakira feat. Carlinhos Brown                              | Shakira, Carlinhos Brown, Jay Singh, Lukasz Gottwald, Mathieu Jomphe-Lepine, Max Martin, Henry Walter, Raelene Arreguin, John J Conte Jr.                                                       |
| 2018 | Rússia              | "Live It Up"                                          | Inglês                           | Nicky Jam feat. Will Smith & Era Istrefi                   | Michael McHenry Marty James Will Smith Jean-Baptiste Thomas Wesley Pentz Nick Rivera Caminero Era Istrefi Quavious Marshall Jocelyn Donald Clement Picard Juan Diego Medina Vélez Maxime Picard |
| 2018 | Rússia              | "One World"                                           | Inglês                           | RedOne feat. Adelina & Now United                          | RedOne |
| 2022 | Qatar               | "Hayaa Hayaa (Better Together"                        | Inglês                           | Trinidad Cardona, Davido & AISHA                           | Davido, Trinidad Cardona, RedOne |
| 2022 | Qatar               | "Dreamers"                                            | Inglês                           | Jungkook of BTS                                            | Jungkook, Mustapha El Ouardi, Pat Devine, RedOne, |

## Não-oficiais
| Copa                       | País-sede                 | Canção                                                         | Intérprete (Artista/Banda)                                              | Compositor(es) / Produtor(es)                                                |
| -------------------------- | ------------------------- | -------------------------------------------------------------- | ----------------------------------------------------------------------- | ---------------------------------------------------------------------------- |
| Copa do Mundo FIFA de 1970 | México                    | (BBC) "Mexico Grandstand"                                      | Syd Lawrence                                                            | Syd Lawrence                                                                 |
| Copa do Mundo FIFA de 1970 | México                    | (ITV) "The World at their Feet"                                | John Shakespeare                                                        | John Shakespeare                                                             |
| Copa do Mundo FIFA de 1970 | México                    | (Globo) "Pra Frente Brasil"                                    | Coral JOAB                                                              | Miguel Gustavo                                                               |
| Copa do Mundo FIFA de 1974 | Alemanha Ocidental        | (BBC) "Striker"                                                | The Anthony King Orchestra                                              | Benson and Lewis                                                             |
| Copa do Mundo FIFA de 1974 | Alemanha Ocidental        | (ITV) "Lap of Honour"                                          | London Stadium Orchestra                                                |                                                                              |
| Copa do Mundo FIFA de 1978 | Argentina                 | (BBC) "Argentine Melody (Cancion de Argentina)"                | San Jose featuring Rodriguez Argentina (Rod Argent)                     | Andrew Lloyd Webber                                                          |
| Copa do Mundo FIFA de 1978 | Argentina                 | (ITV) "Action Argentina"                                       | South Bank Team                                                         |                                                                              |
| Copa do Mundo FIFA de 1982 | Espanha                   | (BBC) "Jellicle Ball"                                          | Royal Philharmonic Orchestra                                            | Andrew Lloyd Webber                                                          |
| Copa do Mundo FIFA de 1982 | Espanha                   | (ITV) "Matador"                                                | Jeff Wayne                                                              | Jeff Wayne                                                                   |
| Copa do Mundo FIFA de 1982 | Espanha                   | Povo Feliz (Voa, Canarinho)                                    | Júnior                                                                  | Memeco e Nonô do Jacarezinho                                                 |
| Copa do Mundo FIFA de 1986 | México                    | (BBC) "Aztec Lightning"                                        | Heads                                                                   |                                                                              |
| Copa do Mundo FIFA de 1986 | México                    | (ITV) "Aztec Gold"                                             | Silsoe                                                                  | Rod Argent                                                                   |
| Copa do Mundo FIFA de 1986 | México                    | (Globo) "Mexe Coração"                                         | Turma da Seleção                                                        | Michael Sullivan, Paulo Massadas                                             |
| Copa do Mundo FIFA de 1990 | Itália                    | (BBC) "Nessun dorma"                                           | Luciano Pavarotti                                                       | Giacomo Puccini                                                              |
| Copa do Mundo FIFA de 1990 | Itália                    | (ITV) "Tutti al Mondo"                                         | Rod Argent and Peter Van Hooke                                          |                                                                              |
| Copa do Mundo FIFA de 1990 | Itália                    | (Das Erste) "Go get the Cup"                                   | David Hanselmann                                                        |                                                                              |
| Copa do Mundo FIFA de 1990 | Itália                    | (Globo) "Papa Essa Brasil"                                     | Aerobanda                                                               | Michael Sullivan, Paulo Massadas                                             |
| Copa do Mundo FIFA de 1994 | Estados Unidos da América | (BBC) "America"                                                | Leonard Bernstein                                                       |                                                                              |
| Copa do Mundo FIFA de 1994 | Estados Unidos da América | (ITV) "Gloryland" (instrumental)                               | Glory Featuring Snake Davis                                             | Traditional                                                                  |
| Copa do Mundo FIFA de 1994 | Estados Unidos da América | (Globo) "Coração Verde-e-Amarelo"                              | Aerobanda                                                               | Tavito, Paulo Sérgio Valle                                                   |
| Copa do Mundo FIFA de 1994 | Estados Unidos da América | (SVT) "När vi gräver guld i USA"                               | GES                                                                     | Anders Glenmark, Orup, Niklas Strömstedt                                     |
| Copa do Mundo FIFA de 1998 | França                    | (BBC) "Pavane"                                                 | Fauré                                                                   |                                                                              |
| Copa do Mundo FIFA de 1998 | França                    | (ITV) "Rendez-Vous 98"                                         | Jean-Michel Jarre and Apollo 440                                        |                                                                              |
| Copa do Mundo FIFA de 1998 | França                    | (South Africa) "Shibobo"                                       | TKZee feat. Benni McCarthy                                              |                                                                              |
| Copa do Mundo FIFA de 1998 | França                    | (Globo) "Coração Verde-e-Amarelo"                              | Aerobanda                                                               | Tavito, Paulo Sérgio Valle                                                   |
| Copa do Mundo FIFA de 2002 | Coreia do Sul, Japão      | (BBC) "Tarantula"                                              | Faithless                                                               |                                                                              |
| Copa do Mundo FIFA de 2002 | Coreia do Sul, Japão      | (ITV) "One Fine Day"                                           | Opera Babes                                                             |                                                                              |
| Copa do Mundo FIFA de 2002 | Coreia do Sul, Japão      | (Nike) "A Little Less Conversation"                            | Elvis Presley vs. JXL                                                   | Mac Davis and Billy Strange                                                  |
| Copa do Mundo FIFA de 2006 | Alemanha                  | (BBC) "Sports Prepare"                                         | Carl Davis                                                              |                                                                              |
| Copa do Mundo FIFA de 2006 | Alemanha                  | (ITV) "Heroes"                                                 | Kasabian                                                                | David Bowie, Brian Eno                                                       |
| Copa do Mundo FIFA de 2006 | Alemanha                  | "Hips Don't Lie" ''mexico,mexico''                             | Shakira ft. Wyclef Jean RBD                                             | Shakira, Wyclef Jean, Jerry 'Wonder' Duplessis, Omar Alfano, LaTravia Parker |
| Copa do Mundo FIFA de 2010 | África do Sul             | (BBC) "Rainbow Nation"                                         | The Dallas Guild                                                        |                                                                              |
| Copa do Mundo FIFA de 2010 | África do Sul             | (ITV) "When You Come Back"                                     | Vusi Mahlasela                                                          |                                                                              |
| Copa do Mundo FIFA de 2010 | África do Sul             | (MTN) "Everywhere You Go"                                      | Kelly Rowland featuring Rhythm of Africa United                         | Stacy Barthe, Steve Morales, Beni Okwenje                                    |
| Copa do Mundo FIFA de 2010 | África do Sul             | "Allez Ola Olé" (French entry to Eurovision Song Contest 2010) | Jessy Matador                                                           | Hugues Ducamin, Jacques Ballue                                               |
| Copa do Mundo FIFA de 2010 | África do Sul             | (NOS) "Majesteit"                                              | Youp van 't Hek & Guus Meeuwis                                          | Youp van 't Hek, Guus Meeuwis                                                |
| Copa do Mundo FIFA de 2010 | África do Sul             | (NOS) "Mafikizolo"                                             | Marabi                                                                  |                                                                              |
| Copa do Mundo FIFA de 2010 | África do Sul             | (NOS) "Sunshine"                                               | Ginger Ninja                                                            | Hendrik Hamilton, Johan Luth, Carl Riestra, Rasmus Søby Andersen             |
| Copa do Mundo FIFA de 2010 | África do Sul             | "Schouder aan schouder"                                        | Marco Borsato & Guus Meeuwis                                            | Guus Meeuwis, John Ewbank, Jan Willem Roozenboom, Jan Willem Roy             |
| Copa do Mundo FIFA de 2010 | África do Sul             | (ING) "Don't Go Lose It Baby"                                  | Hugh Masekela                                                           |                                                                              |
| Copa do Mundo FIFA de 2010 | África do Sul             | (Coca-Cola) "Wavin' Flag"                                      | K'naan                                                                  | Keinan Abdi Warsame, Peter Hernandez, Philip Lawrence, Jean Daval            |
| Copa do Mundo FIFA de 2010 | África do Sul             | (Pepsi) "Oh Africa"                                            | Akon featuring Keri Hilson                                              | Rock City, Alexander "PrettyBoiFresh" Parhm, Jr.                             |
| Copa do Mundo FIFA de 2014 | Brasil                    | (Coca-Cola) "Todo Mundo" (Brasil) / "The World Is Ours"        | Gaby Amarantos & David Correy (Brasil)/David Correy & Monobloco (World) | Priscilla Brazil(Brasil)/Rock Mafia(World)                                   |
| Copa do Mundo FIFA de 2014 | Brasil                    | (Fiat) "Vem Pra Rua"                                           | Marcelo Falcão                                                          | Henrique Ruiz, Simoninha, Leo Burnett Brasil                                 |
| Copa do Mundo FIFA de 2014 | Brasil                    | (Itaú) "Mostra tua força Brasil"                               | Paulo Miklos e Fernanda Takai                                           | Jair Oliveira, Wilson Simoninha                                              |
| Copa do Mundo FIFA de 2014 | Brasil                    | (Garoto) "Talento"                                             | Michel Teló e Claudia Leitte                                            | Bruno Qualhareli Nunes                                                       |
| Copa do Mundo FIFA de 2014 | Brasil                    | (Globo) "Somos um só"                                          | Aerobanda, Tavito                                                       | Paulo Sérgio Valle                                                           |
| Copa do Mundo FIFA de 2018 | Rússia                    | Putin huylo!                                                   |                                                                         | canção folclórica                                                            |
| Copa do Mundo FIFA de 2022 | Qatar                     | "Yalla Asia"                                                   | Jay Sean ft. Karl Wolf                                                  | Jay Sean, Karl Wolf, Radhika Vekaria                                         |

### No Brasil
| Copa      | Hino / Canção              | Ano  | Compositor                                                    | Intérprete                                     |
| --------- | -------------------------- | ---- | ------------------------------------------------------------- | ---------------------------------------------- |
| Copa 1938 | Paris                      | 1938 | Alberto Ribeiro / Alcyr Pires Vermelho                        | Carmen Miranda                                 |
| Copa 1950 | Touradas em Madri          | 1938 | João de Barro / Alberto Ribeiro                               | Almirante / CarmenMiranda                      |
| Copa 1950 | Colosso do Maracanã        | 1950 | Rubens Peniche                                                | Vagalumes do Luar                              |
| Copa 1950 | Hino do scratch brasileiro | 1950 | Lamartine Babo                                                | Sylvio Caldas / Jorge Goulart                  |
| Copa 1950 | Marcha da torcida          | 1950 | Rubens Peniche                                                | Vagalumes do luar                              |
| Copa 1950 | O Brasil há de ganhar      | 1950 | Ary Barroso                                                   | Linda Batista                                  |
| Copa 1958 |                            | 1958 | Alfredo Borba                                                 |                                                |
| Copa 1958 | A Taça do Mundo É Nossa    | 1958 | Wagner Maugeri / Maugeri Sobrinho / Vitor Dagô / Lauro Müller | Titulares do Ritmo                             |
| Copa 1958 | Escola de Feola            | 1958 | Luiz Queiroga                                                 | Os três bohêmios                               |
| Copa 1962 | Frevo do bi                | 1962 | Braz Marques e Diógenes Bezerra                               | Jackson do Pandeiro                            |
| Copa 1962 | Parabéns bicampeões        | 1962 | Archimedes Messina                                            |                                                |
| Copa 1970 | As feras do João           | 1969 | Henrique Almeida                                              | Titulares do ritmo                             |
| Copa 1970 | Guadalajara                | 1970 |                                                               | Demônios da Garoa                              |
| Copa 1970 | Pra frente Brasil          | 1970 | Miguel Gustavo                                                | Coral do Joab                                  |
| Copa 1970 | Sou tricampeão             | 1970 | Marcos Valle / Paulo Sérgio Valle                             | Golden Boys                                    |
| Copa 1974 | Cem milhões de corações    | 1974 |                                                               | Os incríveis                                   |
| Copa 1978 | Corrente 78                | 1978 | Alberto Luiz / Amélia Meireles                                | Coral do Jacob                                 |
| Copa 1978 | Goool! Brasil!             | 1978 | Paulo S. Valle / Maneco Lara / René / E.Souto                 | Os Incríveis / T. de Santa Cruz / Asa de Águia |
| Copa 1982 | Meu canarinho              | 1982 | Luiz Ayrão / S. Conceição                                     | Luiz Ayrão                                     |
| Copa 1982 | Povo feliz (Voa,canarinho) | 1982 | Nonô / Memeco                                                 | Júnior                                         |
| Copa 1986 | 70 neles                   | 1986 | Antonio Gianullo / Vicente Salvia                             | Gal Costa                                      |
| Copa 1986 | Mexe coração               | 1986 | Michael Sullivan / Paulo Massadas                             | Turma da Seleção                               |
| Copa 1990 | Papa essa,Brasil           | 1990 | Michael Sullivan / Paulo Massadas                             |                                                |
| Copa 1994 | A história do nosso tetra  | 1994 | Jayme Bochner                                                 | Coral A Turma da Alegria                       |
| Copa 1994 | Bola prá frente            | 1994 | Alberto Luís / Marcos Baby Durães                             | Santa Cruz                                     |
| Copa 1994 | Coração verde-amarelo      | 1994 | Tavito / Aldir Blanc                                          | Aerobanda / Paulo Henrique                     |
| Copa 1994 | Tema da Vitória            | 1983 | Eduardo Souto Neto                                            | Roupa Nova / Souto Neto                        |
| Copa 1998 | Paris                      | 1938 | Alberto Ribeiro / Alcyr Pires Vermelho                        | Elba Ramalho                                   |
| Copa 1998 | Coração verde-amarelo      | 1998 | Tavito / Aldir Blanc                                          | Aerobanda / Paulo Henrique                     |
| Copa 1998 | Apita logo, seu juiz       | 1998 | Alexandre Pires / Lourenço                                    | Só Pra Contrariar                              |
| Copa 1998 | Balé de bola               | 1998 | Gilberto Gil                                                  | Gilberto Gil                                   |
| Copa 1998 | Merci, Brésil              | 1998 | Marcelo Guimarães                                             | Neguinho da Beija-Flor                         |
| Copa 1998 | Pagode da Seleção          | 1998 | Alceu de Cavaquinho / Júnior                                  | Júnior                                         |
| Copa 2002 | Brasil pentacampeão        | 2002 | Gereba / Assis                                                | Ângelo                                         |
| Copa 2002 | Canarinho penta            | 2002 | Gereba / Guca                                                 | Domênnico                                      |
| Copa 2002 | Festa                      | 2002 | Anderson Cunha                                                | Ivete Sangalo                                  |
| Copa 2002 | Deixa a Vida Me Levar      | 2002 | Zeca Pagodinho                                                | Zeca Pagodinho                                 |
| Copa 2006 | Balé de Berlim             | 2006 | Gilberto Gil                                                  | Gilberto Gil                                   |
| Copa 2006 | Hexacampeão                | 2006 | Duca Belintani                                                | Duca Belintani                                 |
| Copa 2006 | Pedala, Brasil             | 2006 | Geraldo Nunes                                                 | Geraldo Nunes                                  |
| Copa 2006 | Quero mais uma estrela     | 2006 | Jairzinho Oliveira                                            | Jairzinho Oliveira                             |
| Copa 2014 | Gigante do Amor            | 2014 | Pastor Lucas                                                  | Fernanda Brum                                  |